# HMAS Perth (D29)
HMAS «Перт» (D29) (англ. HMAS Perth (D29) — військовий корабель, легкий крейсер модифікованого типу «Ліндер» Королівського австралійського ВМФ за часів Другої світової війни.

## Історія створення
Крейсер «Перт» був закладений 26 червня 1933 року на верфі компанії Portsmouth Dockyard у Портсмуті. 15 червня 1936 року увійшов до складу Королівського австралійського ВМФ.